# Kilosłowo
Kilosłowo (w skrócie Ksłowo) – pochodna jednostka informacji pamięci komputerowej, wynosząca 1024 (stąd przedrostek Kilo pisany przez duże „K”) słowa maszynowe. W zależności od typu sprzętu i użytego systemu komputerowego słowa maszynowe miały długość od 8 do 60 bitów (np. w systemach opartych na architekturze ICL, jak w Polsce seria „Odra”, słowo maszynowe miało 24 bity plus bit parzystości, łącznie więc 25 bitów, zaś wykorzystywane m.in. przez Cyfronet komputery CDC Cyber 72 miały słowa 60-bitowe).
W latach 80. XX wieku określanie wielkości pamięci w słowach i Kilosłowach maszynowych wyszło z użycia na rzecz bajtów oraz kilobajtów, megabajtów i dalszych jednostek pochodnych.